# Modern Vintage
Modern Vintage è il terzo album in studio del gruppo musicale hard rock Sixx:A.M., progetto fondato da Nikki Sixx dei Mötley Crüe. Il disco è uscito nel 2014.

## Tracce
1. Stars – 3:50
2. Gotta Get It Right – 3:12
3. Relief – 4:20
4. Get Ya Some – 3:27
5. Let's Go – 4:20
6. Drive (The Cars cover) – 4:30
7. Give Me a Love – 4:03
8. Hyperventilate – 3:40
9. High on the Music – 3:39
10. Miracle – 3:20
11. Before It's Over – 3:52

## Formazione
- Nikki Sixx - basso, cori
- James Michael - voce, chitarra, tastiere
- DJ Ashba - chitarra
- Jeff Fabb - batteria

## Classifiche
| Classifica (2014) | Posizione raggiunta |
| ----------------- | ------------------- |
| Stati Uniti       | 20                  |